# 鬼無駅
鬼無駅（きなしえき）は、香川県高松市鬼無町佐藤にある、四国旅客鉄道（JR四国）予讃線の駅。
岡山駅発着のマリンライナー（宇多津駅から本四備讃線に直通）も朝晩に限り停車し、この系統には「瀬戸大橋線」の愛称がつけられている。
駅番号はY02。駅表示パネルのコメントは「桃太郎と盆栽の駅」。この地域の「鬼無の桃太郎伝説」にあやかり鬼無桃太郎駅という愛称が付けられている。

## 歴史
- 1897年（明治30年）2月21日：讃岐鉄道の駅として、高松 - 丸亀間の開通時に開業[2]。
- 1904年（明治37年）12月1日：讃岐鉄道が山陽鉄道に営業譲渡[3]。
- 1906年（明治39年）12月1日：国有化され、官設鉄道の駅となる[2][3]。
- 1960年（昭和36年）2月26日：タブレット閉塞を終了し、自動信号化[4]。
- 1969年（昭和44年）10月1日：配達の取扱を廃止[2]。
- 1970年（昭和45年）6月1日：貨物の取扱を廃止[2]。
- 1971年（昭和46年）9月3日：跨線橋を設置し、供用開始[5]。
- 1985年（昭和60年）3月14日：停留所化[6]及び荷物の取扱を廃止[2]、駅員無配置駅となる[7]（簡易委託化）。
- 1987年（昭和62年）4月1日：国鉄分割民営化に伴い、四国旅客鉄道（JR四国）の駅となる[2]。
- 2014年（平成26年）3月1日：ICカード「ICOCA」の利用が可能となる[8]。ICカード専用簡易改札機で対応。
- 2018年（平成30年）4月1日：簡易委託を終了し、無人駅化。

## 駅構造
2面2線の相対式ホームを持つ地上駅。高松駅が管理する無人駅で、上りホームには自動券売機がある。乗車券はこの自動券売機にて購入するか乗車後車内で車掌から購入となる。ワンマン列車の場合は運賃を運転士に支払う。
2014年3月1日より高松駅 - 多度津駅間においてICOCAサービス開始に合わせ、ICカード乗車券用の簡易ICカードリーダーが上下ホームへ設置された。
高松方面のホームの先に2つ信号機があるが上位が高松駅方面への本線で下位は高松貨物ターミナル駅への連絡線となっている。
愛称に因み、高松行きのホームにゲームソフト会社のハドソンから寄贈された「桃太郎電鉄」の石像がある。2002年3月31日に行われた除幕式にはJR四国社長、高松駅長をはじめ、香川県知事、香川県議会議員、 高松市長、高松市議会議員、鬼無地区連合自治会長、鬼無商工振興会長、鬼無体育協会長、高松貨物ターミナル駅長、 JR貨物移転対策協議会長、シティエフエム社長（いずれも当時）や、桃太郎シリーズゲーム監督のさくまあきら、キャラクターデザイナーの土居孝幸、音楽担当の宮路一昭と池毅（関口和之は欠席）、当時のハドソン副社長中本伸一と専務の大里幸夫らが出席した。ゲーム内においても、『11』のおまけモード「桃鉄ジャーナル」で紹介されている他、『12』（西日本編）及び『15』～『タッグマッチ』のマップ上で、鬼無駅に相当する場所に当石像を再現したランドマークが配置されている。
駅出入口脇に無料駐輪場がある。トイレ（汲み取り式）あり。
2018年3月31日までは下りホーム側にある駅舎の中に入っている中華料理店が切符の受託販売する簡易委託駅であった。そのため中華料理店の定休日である、火曜日及び年末年始が受託販売の休業日になっていた。窓口で購入出来たのは、当駅発の乗車券・岡山駅からの新幹線自由席特急券・JR四国内の自由席特急券であった。なお、中華料理店は簡易委託終了後も、駅舎のテナントとして営業している。

### のりば
| のりば | 路線    | 方向 | 行先                     | 備考                      |
| ------ | ------- | ---- | ------------------------ | ------------------------- |
| 1      | ■予讃線 | 下り | 多度津・観音寺・琴平方面 | ■瀬戸大橋線岡山方面を含む |
| 2      | ■予讃線 | 上り | 高松方面                 |                           |

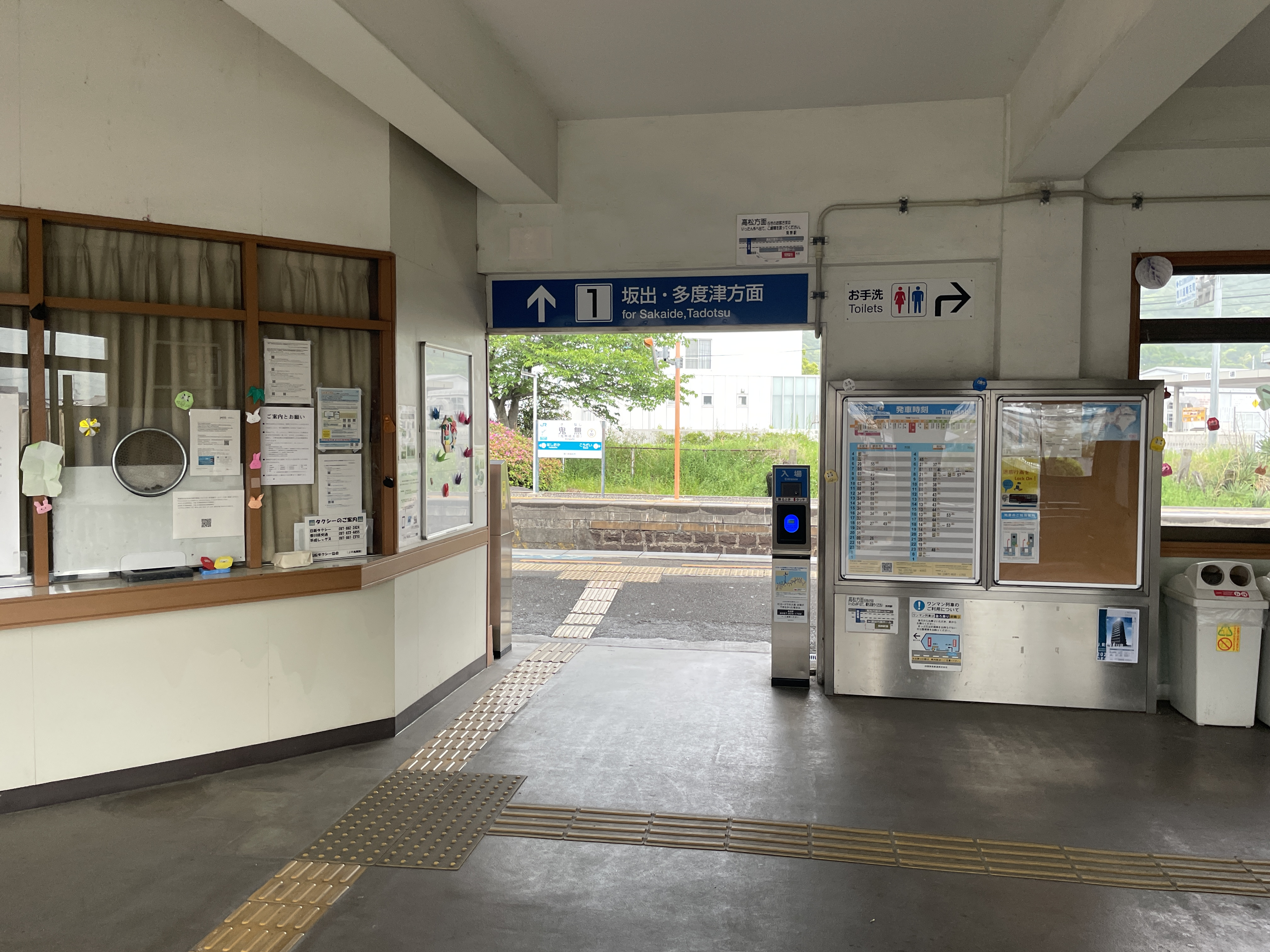
改札口（2023年6月）
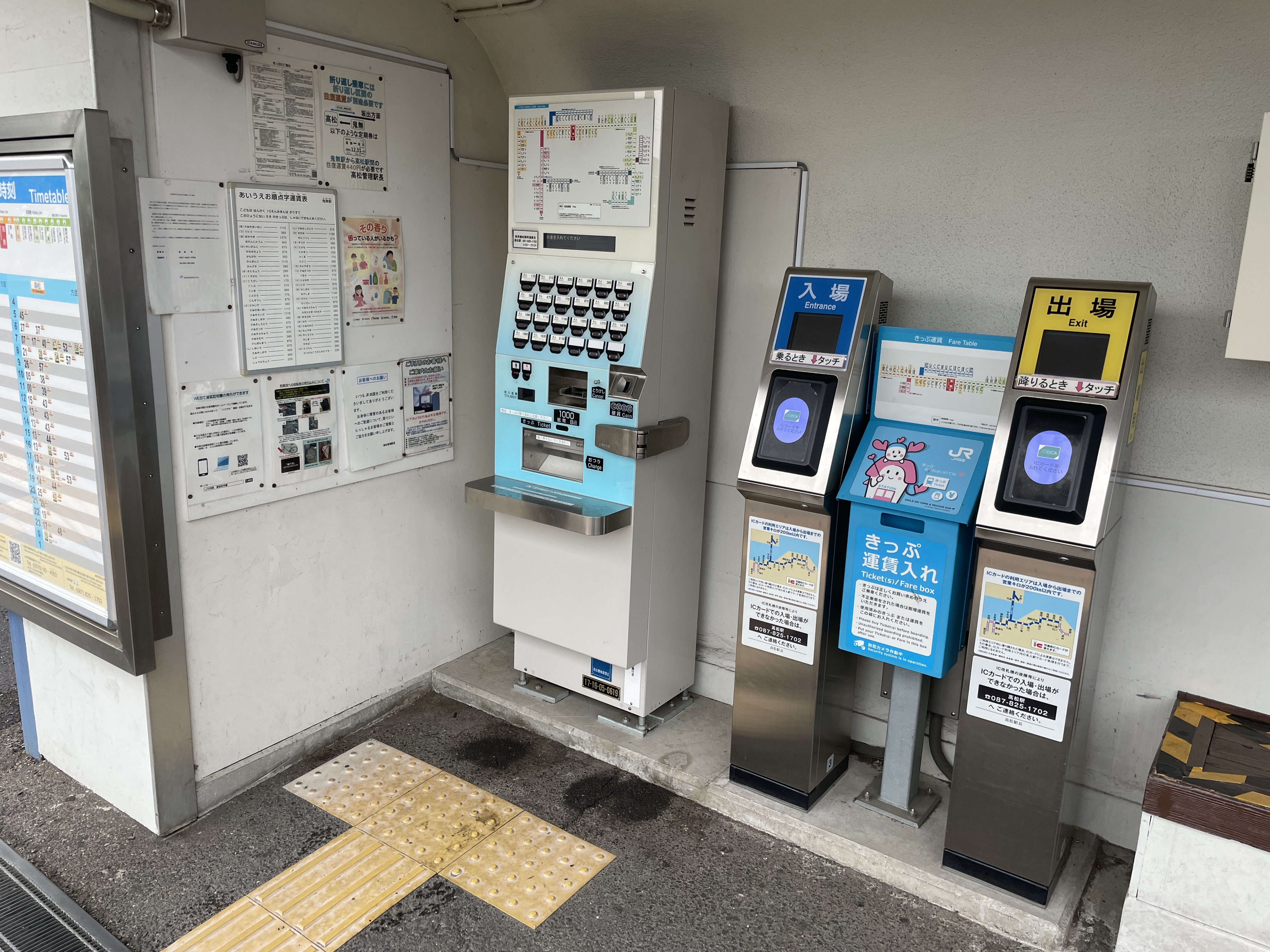
高松方面改札（2023年5月）
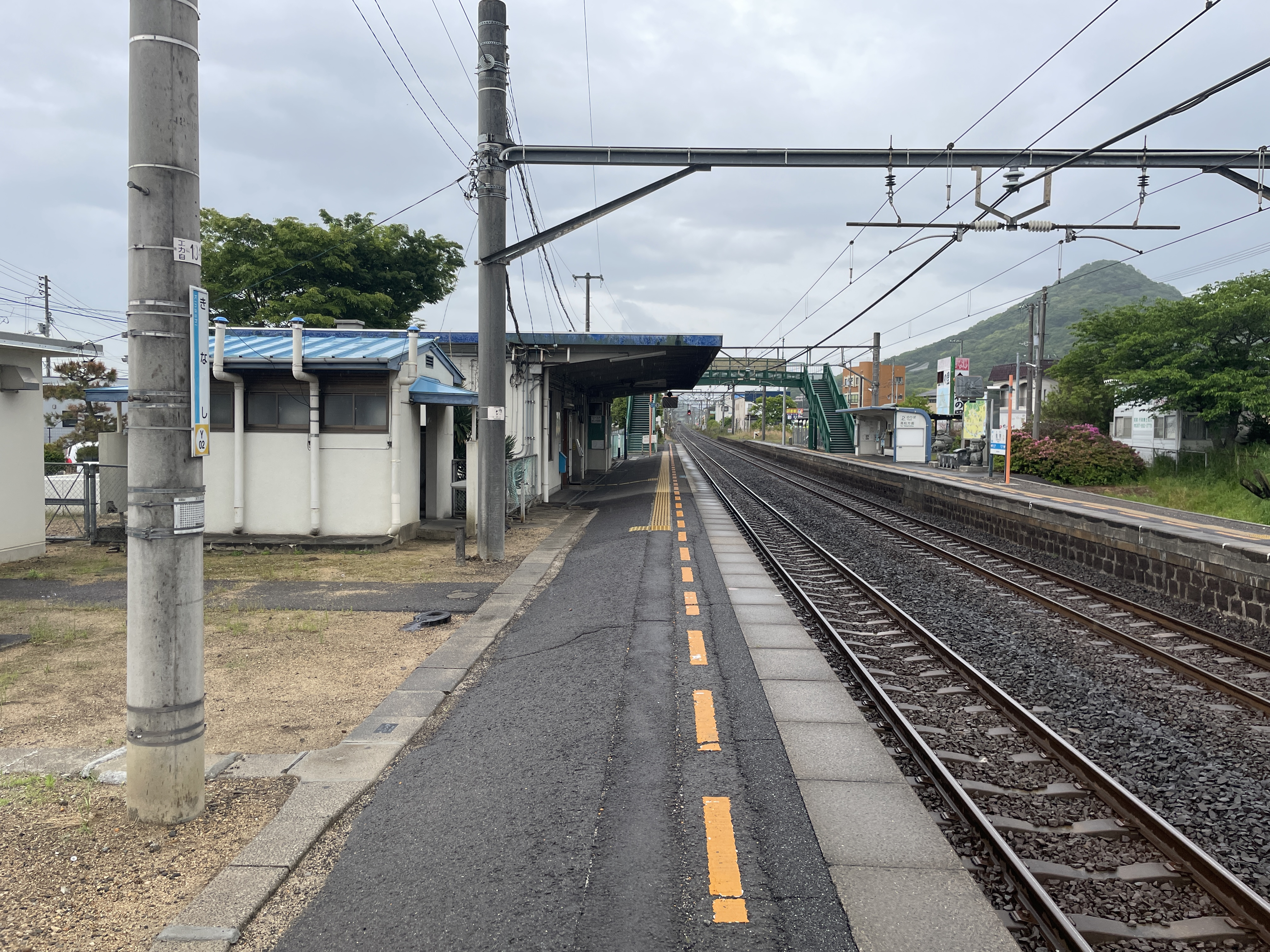
ホーム（坂出方面、2023年5月）

## 利用状況
1日平均の乗車人員は以下の通り。
| 乗車人員推移       | 乗車人員推移 |
| 年度               | 1日平均人数  |
| ------------------ | ------------ |
| 2007年（平成19年） | 759          |
| 2008年（平成20年） | 729          |
| 2009年（平成21年） | 704          |
| 2010年（平成22年） | 682          |
| 2011年（平成23年） | 673          |
| 2012年（平成24年） | 655          |
| 2013年（平成25年） | 659          |
| 2014年（平成26年） | 657          |
| 2015年（平成27年） | 640          |
| 2016年（平成28年） | 679          |
| 2017年（平成29年） | 685          |
| 2018年（平成30年） | 667          |
| 2019年（令和元年） | 652          |
| 2020年（令和02年） | 584          |
| 2021年（令和03年） | 569          |
| 2022年（令和04年） | 597          |

高松駅 - 坂出駅間の途中駅では端岡駅に次いで利用者が多い。日中時間帯に各駅停車のみ停車の駅では最多である。

## 駅周辺
駅の周辺には松の盆栽畑が広がる。当駅の駅名由来の地、鬼無は桃太郎伝説の発祥地のひとつである。桃が流れてきたといわれる本津川、おじいさんが柴刈りに行ったといわれる山などもある。ただしこれらの話は創作である可能性が指摘されている。勝賀山には香西氏が中世にたてた勝賀城址がある。石垣などが残る。
- 高松市立鬼無小学校
- 香川県立高松西高等学校
- 香川誠陵中学・高等学校
- 香西寺（四国別格二十霊場19番）
- 祥福寺
- 国土交通省四国運輸局香川運輸支局
- 国土交通省四国地方整備局香川河川国道事務所
- 香川県農業協同組合高松市西部鬼無支店（旧高松市西部農業協同組合本店）
- 高松市西消防署
- 香川県道175号衣掛郷東線
- 香川県道177号円座香西線
- 香川県道33号高松善通寺線
- 本津川 - 桃太郎のおばあさんが洗濯をしていたと云われる川。岸辺に「おばあさんの洗濯場」という看板がある[12]。
- 高松鬼無郵便局
- キナシ大林病院

### バス路線
香川県道33号線沿いに「鬼無駅前」停留所があり、ことでんバスの高松西高線が経由する。

## 隣の駅
四国旅客鉄道（JR四国）
■予讃線（■瀬戸大橋線含む） 
■快速「マリンライナー」（早朝・深夜以外）・■快速「サンポート」（朝の上り・夕方の上り1本以外）
通過
■快速「マリンライナー」（早朝・深夜のみ）・■快速「サンポート」（朝の上り・夕方の上り1本）
高松駅 (Y00) - 鬼無駅 (Y02) - 端岡駅 (Y03)
■普通
香西駅 (Y01) - （高松貨物ターミナル駅） - 鬼無駅 (Y02) - 端岡駅 (Y03)